# بیمارستان امام خمینی (اسلام‌آباد غرب)
بیمارستان امام خمینی یا بیمارستان ۱۲۰ تختخوابی، بیمارستانی است در شهر اسلام‌آباد غرب. این بیمارستان که تحت پوشش دانشگاه علوم پزشکی کرمانشاه اداره می‌شود بزرگترین مرکز آموزشی-درمانی در شهر اسلام‌آباد غرب به‌شمار می‌آید.
بیمارستان امام خمینی دارای ۷۲ تخت فعال بود که با افتتاح فاز دوم آن در حال حاضر بیش از صد تخت فعال دارد که با احتساب تخت‌های اورژانس، دیالیز و … این تعداد به بیش از ۱۲۰ تخت می‌رسد.

## ساختمان بیمارستان
ساختمان بیمارستان امام خمینی در ۶ طبقه در شرق شهر اسلام‌آباد غرب و در خیابان کارخانه قند این شهر ساخته‌شده‌است. فاز دوم آن در فروردین ۱۳۹۶ به بهره‌برداری رسید.

## بخش‌های بیمارستانی

### بخش‌های بستری
- بخش اورژانس
- بخش پیوند
- بخش دیالیز
- بخش اتاق عمل
- بخش آی‌سی‌یو توراکس
- بخش زنان
- بخش زایمان
- بخش جراحی
- بخش جراحی عمومی
- بخش CCU
- بخش داخلی

### بخش‌های پاراکلینیکی
- بخش درمانگاه
- دپارتمان رادیولوژی
- بخش آزمایشگاه
- بخش آنژیوگرافی و اینترونشن
- بخش فیزیوتراپی
- بخش اکوکاردیوگرافی

## طرح توسعه بیمارستان
طرح گسترش و توسعه بخش زنان و مردان این بیمارستان از تابستان ۱۳۹۳ آغاز شد.
حوادت
در زمین‌لرزه ۱۳۹۶ ازگله این بیمارستان خسارت جدی شد و بخش‌های زیادی از آن فروریخت. این زمین‌لرزه به عمر هفت‌ماهه فاز دوم این بیمارستان خاتمه داد و باعث شد پیمانکاری که فاز دوم بیمارستان زیر نظر او ساخته شده بود بازداشت شود. افتتاح فاز دوم آن در ۶ طبقه در فروردین ماه ۱۳۹۶ توسط وزیر بهداشت بیش از ۱۰۰ تخت به این مجموعه درمانی اضافه شد تا باعث بهبود بخش توسعه بهداشت و درمان در این شهر باشد.

در مرداد ماه ۱۳۶۷ گروهک منافقین در طی عملیات فروغ جاویدان تعداد زیادی از مردم بیمار و مجروح را در این بیمارستان به رگبار گلوله بست و اجساد زنده یا مرده آنها را روی هم انباشته کرد و به آتش کشید.منافقین عده ای را هم بر روی تخت هایشان زنده زنده سوزاندند.در طی این فاجعه صدها مرد و زن و کودک به آتش کشیده شدند و محوطه بیمارستان پر از اجساد خونین و سوخته آنان شد.